# Giuseppe Alberganti
Pour les articles homonymes, voir Alberganti.
Giuseppe Alberganti (24 juillet 1898, Stradella - 3 novembre 1980, Milan) est un homme politique italien.

## Biographie
Neveu de Giovanni Ravazzoli, militant socialiste, et fils d'un ouvrier, Giuseppe Alberganti grandit à Stradella dans un milieu très influencé par Costantino Lazzari et Filippo Turati.
À l'âge de 10 ans, il immigre à Milan avec sa famille et commence à travailler dans une fabrique tout en continuant ses études. En 1914, il travaille dans un atelier et parallèlement il est fiché par l’État comme antimilitariste. En 1916, il travaille dans les chemins de fer et en 1918 il est envoyé en Libye.
Il assure la direction d'un mouvement populaire antifasciste et prolétaire ce qui lui vaut de devoir s'exiler en France puis, en 1923 en Russie où il fréquente une école militaire. En 1937, il participe à la Guerre d'Espagne parmi les rangs communistes des Républicains espagnols qui s'opposent à la dictature.
En 1939, il est arrêté et transféré dans le camp de concentration de Vernet. En 1943, il est libéré et participe à la Résistance italienne. Après la guerre, en 1946, il devient secrétaire général de la Chambre du Travail, sénateur pendant deux législatures puis député de 1958 à 1963. Il fut également président de la Fédération du Parti communiste italien de Milan, ville dans laquelle il décède.